# المطرفية
المُطَّرِّفية فرقة زيدية تنسب إلى مؤسسها مطرف بن شهاب، وهو من أعلام أواخر المئة الرابعة وأوائل المئة الخامسة للهجرة، و من شيعة الإمام الهادي يحيى بن الحسين، وأتباع مذهبه في الفروع.تعرضت الفرقة للإبادة بشكل ممنهج خلال القرنين الخامس والسادس الهجريين في اليمن، وأتهمت بأنها فرقة مارقة ومرتدة على يد الإمام المتطرف عبد الله بن حمزة الذي عمل على اجتثاث هذا التيار الزيدي بسبب قولهم ان الإمامة تصلح في عامة الناس وليست محصورة في البطنين كما تعتقد الزيدية.

## معتقداتهم
في الاصول كانوا على مذهب المعتزلة ومن آرائهم أن الله أوجد العناصر الأربعة: الماء، والنار، والهواء، والتراب، في حين جاءت المخلوقات بعد ذلك نتيجة تفاعل هذه العناصر مع بعضها البعض.